# Lécaude
Lécaude és un municipi francès, capital del departament de Calvados i de la regió de Normandia.